# Jomhuri

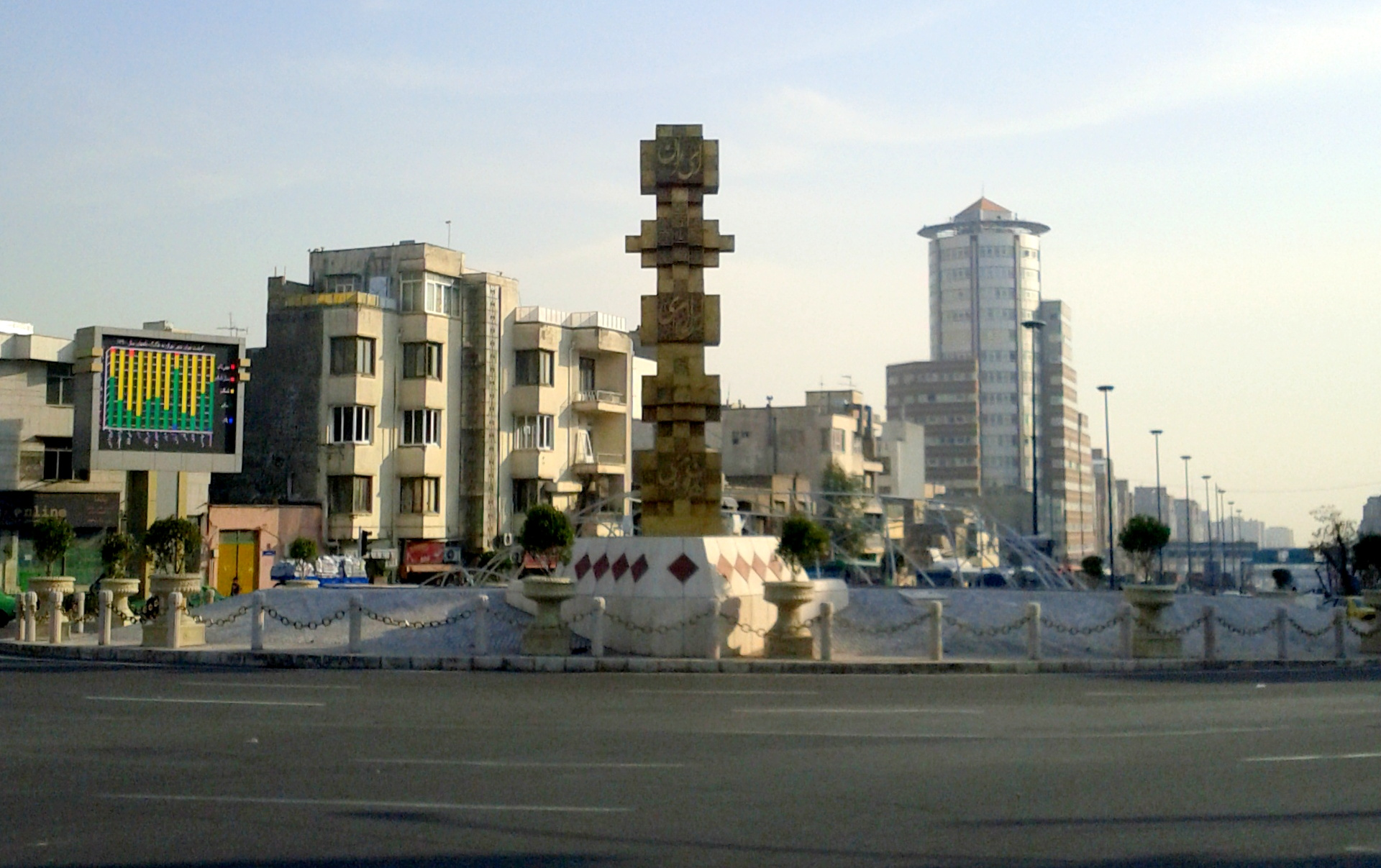
La place Jomhuri en 2013.

Jomhuri (en persan : جمهوری, « République ») est un quartier du centre de Téhéran, Iran, autour de l'avenue du même nom. Ce quartier accueille de nombreux centres commerciaux spécialisés dans les équipements électroniques ou électro-ménagers, comme les ordinateurs, les téléphones mobiles ou les appareils domestiques.
Le mur d'enceinte de l'hôpital Najmiye borde le côté sud de l'avenue Jomhuri. Jusqu'en 2008, une longue peinture murale représentait, sur un fond de ciel bleu parsemé de nuages blancs, le docteur Mohammad-Ali Rahnamun, « martyr » de la cause du régime, entouré par une rose rouge et par une image du mausolée de l'imam Hussein, lieu saint du chiisme en Irak. La nouvelle peinture, beaucoup plus large, représente un mur en trompe-l'œil à l'image du monde réel d'où un escalier en spirale monte pour se perdre dans le ciel semé de nuages.
Le 26 juillet 2021, une manifestation a lieu dans l'avenue ; les autorités l'attribuent au mécontentement causé par les coupures d'eau et d'électricité dues à la sécheresse, faisant suite aux manifestations au Khouzistan le même mois, mais des vidéos postées sur les réseaux sociaux montrent des manifestants criant des slogans tels que « Mort au dictateur », « Honte à Khamenei », visant le Guide suprême de la République, ou « Ni Gaza ni Liban, je sacrifie ma vie pour l'Iran ! » désapprouvant le soutien de l'Iran au Hamas palestinien et au Hezbollah libanais
.